# Centris ruthannae
Centris ruthannae är en biart som beskrevs av Roy R. Snelling 1966. Centris ruthannae ingår i släktet Centris och familjen långtungebin. Inga underarter finns listade.